# Ezra Edelman
Ezra Benjamin Edelman, né le 6 août 1974, est un producteur et réalisateur américain de documentaires sportifs. Il a remporté l'Oscar du meilleur film documentaire pour la série O.J.: Made in America en 2016,. Il est également le réalisateur des documentaires The Curious Case of Curt Flood et Brooklyn Dodgers: Ghosts of Flatbush (en).